# Perjodsyra
Perjodsyra, eller ortoperjodsyra, H5IO6, är en giftig och explosiv oorganisk syra.

## Egenskaper
Ortoperjodsyra bildar färglösa, i luft söndersmältande kristaller. Den har ett antal sura dissociationskonstanter. pKa för metaperjodsyra har inte fastställts.
H5IO6 ↔ H4IO6− + H+,  pKa = 3.29
H4IO6− ↔ H3IO62− + H+,  pKa = 8.31
H3IO62− ↔ H2IO63− + H+,  pKa = 11.60
Då det finns två former av perjodsyra, följer det att två typer av perjodatsalter bildas. Till exempel, natriummetaperjodat, Na5IO4, kan syntetiseras från HIO4 medan natriumortoperjodat, Na5IO6kan syntetiseras från Na5IO6.

### Struktur
Ortoperjodsyran formar monoklina kristaller, bestående av en något deformerad IO6-oktaeder, länkade via överbryggande väteatomer.  Kristallstrukturen hos metaperjodsyra innefattar också IO6-oktaedern, men dessa är anslutna med överbryggande syreatomer till att bilda en-dimensionella oändliga kedjor.

## Framställning
Produktion i modern industriell skala innebär elektrokemisk oxidation av jodsyra på en PbO2-anod, med följande elektrodpotential:
H5IO6 + H+ + 2 e− → IO3− + 3 H2O   1.6 E°
Ortoperjodsyra kan dehydratiseras för erhållande av metaperjodsyra genom upphettning till 100 °C. Ytterligare upphettning till ca 150 °C ger jodpentoxid (I2O5) snarare än den förväntade anhydriddijodinheptoxide (I2O7). Metaperjodsyra kan också framställas från olika ortoperjodater genom behandling med utspädd salpetersyra:
H5IO6 → HIO4 + 2 H2O

## Användning
Perjodsyra är användbar för att bestämma strukturen av kolhydrater då den kan användas för att öppna sackaridringar. Detta förfarande används ofta i märkningssackarider med fluorescerande molekyler eller andra taggar såsom biotin.
Perjodsyra används också i som ett oxidationsmedel av måttlig styrka.